# Lourival Fontes
Lourival Fontes (Riachão do Dantas, 20 de julho de 1899 — Rio de Janeiro,  6 de março de 1967) foi um jornalista e político brasileiro, melhor conhecido por ter sido o ministro de propaganda (Departamento de Imprensa e Propaganda - DIP) do presidente Getúlio Vargas, entre 1934 e 1942.

## Biografia

### Carreira política
Nasceu em Riachão do Dantas (SE), em 1899. iniciou sua carreira jornalística em 1914, Jornalista, colaborou em diversos jornais de Sergipe e Bahia. trabalhando para o Jornal do Povo, de Aracaju. Em 1922 graduou-se pela Faculdade de Direito do Rio de Janeiro. Aproximando-se de Getúlio Vargas, apoiou a Aliança Liberal. Após fundar a revista Hierarquia, de cunho fascista, em 1931, foi nomeado funcionário da prefeitura do Rio de Janeiro, durante a gestão de Pedro Ernesto.
Membro da Sociedade de Estudos Políticos, da qual emanaria a Ação Integralista Brasileira (AIB), Fontes foi nomeado por Vargas diretor do Departamento de Propaganda e Difusão Cultural (DPDC) em 1934. Tal órgão foi criado às vésperas da Constituição de 1934 e tratava da difusão e do controle dos meios de comunicação para propaganda do governo. Como esperado, Fontes apoiou a instauração do Estado Novo, em 1937. Continuou dirigindo, até 1942, o DPDC, que teve sua denominação modificada duas vezes — para "Departamento Nacional de Propaganda" e, depois, para "Departamento de Imprensa e Propaganda" — e sua capacidade de ação ampliada, tendo censurado a imprensa em prol de Vargas. Assumiu a direção da revista luso-brasileira Atlântico em parceria com António Ferro.
Em 1945 Lourival Fontes foi nomeado embaixador brasileiro no México, tendo pedido exoneração deste cargo com o final do Estado Novo. Mais tarde, ele participou da bem-sucedida campanha de Vargas à presidência e foi nomeado chefe do Gabinete Civil. Contudo, em razão do suicídio de Vargas, abandonou o posto para concorrer ao Senado por seu estado natal. Foi eleito e cumpriu mandato até 1963.

### Vida pessoal
Em 1940 casou com a escritora Adalgisa Nery, viúva do pintor surrealista Ismael Nery.